# Redmi A3
Redmi A3 та Redmi A3x — смартфони початкового рівня від Redmi. Були представлені 14 лютого 2024 року та 24 травня 2024 року відповідно. Основними відмінностями між моделями є процесор та конфігурації пам'яті.
26 березня 2024 року був представлений POCO C61, що відрізняється від Redmi A3 кольорами і конфігураціями пам'яті.

## Дизайн
Передня панель виконана зі скла Corning Gorilla Glass 3, а рамка — з пластику. Задня панель в Redmi A3 та POCO C61 залежно від кольору виконана зі скла або екошкіри (Forest/Olive Green та зелений відповідно), а в Redmi A3x — з пластику.
Смартфони, мають великий круглий острівець камери з двома об'єктивами камери та LED-спалахом.
Знизу розміщені мікрофон та роз'єм USB-C, зверху — динамік та 3,5 мм аудіороз'єм, зліва — лоток зі слотами під 2 SIM-картки і карту пам'яті формату microSD до 1 ТБ, а справа — гойдалка регулювання гучності та кнопка блокування, в яку вбудований сканер відбитків пальців.
Смартфони доступні в наступних кольорах:
| Redmi A3 | Redmi A3                           | POCO C61 | POCO C61                             | Redmi A3x | Redmi A3x       |
| Колір    | Назва                              | Колір    | Назва                                | Колір     | Назва           |
| -------- | ---------------------------------- | -------- | ------------------------------------ | --------- | --------------- |
|          | Midnight Black                     |          | Чорний (Diaomond Dust Black в Індії) |           | Midnight Black  |
|          | Forest Green (Olive Green в Індії) |          | Зелений                              |           | Aurora Green    |
|          | Star Blue (Lake Blue в Індії)      |          | Білий                                |           | Moonlight White |
|          |                                    |          | Ethereal Blue                        |           |                 |
|          |                                    |          | Mystical Green                       |           |                 |

## Технічні характеристики

### Апаратне забезпечення
Redmi A3 та POCO C61, як і попередники, оснащені системою на кристалі MediaTek Helio G36, а Redmi A3x — UNISOC T603. Redmi A3 доступний в конфігураціях 2/64 ГБ, 3/64 ГБ, 4/64 ГБ, 3/128 ГБ, 4/128 ГБ та 6/128 ГБ, POCO C61 — 3/64 ГБ, 4/64 ГБ, 4/128 ГБ та 6/128 ГБ, а Redmi A3x — 3/64 ГБ, 4/64 ГБ та 4/128 ГБ.
Батарея моделей отримала об'єм 5000 мА·год.
Смартфони отримали основну подвійну камеру із ширококутним об'єктивом на 8 Мп з діафрагмою f/2.0 і допоміжним об'єктивом з роздільною здатністю QVGA, який використовується для режиму боке. Також смартфони отримали передню ширококутну камеру на 5 Мп з діафрагмою f/2.2. Основна та фронтальна камери вміють записувати в роздільній здатності 1080p@30fps
Екран IPS LCD, 6,71", HD+ (1650 × 720) зі співвідношенням сторін 20,6:9, щільністю пікселів 268 ppi, частотою оновлення 90 Гц та краплеподібним вирізом під фронтальну камеру.

### Програмне забезпечення
Смартфони були випущені із трохи модифікованим звичайним Android 14, на відміну від Android Go, що встановлено в попередніх моделей та Redmi A5 і POCO C71. Система має змінені іконки, панель сповіщень, що подібна до панелі сповіщень з MIUI, і певні фірмові застосунки Xiaomi.